# 钝头鱼
钝头鱼（学名：Cymolutes lecluse）为輻鰭魚綱鱸形目隆頭魚亞目隆头鱼科钝头鱼属的鱼类。分布中東太平洋的夏威夷群島海域，棲息深度1-119公尺，體長可達17.8公分，棲息在沙底質潟湖，屬肉食性，以其他魚類為食，可作為觀賞魚。